# La Cadière-et-Cambo
La Cadière-et-Cambo is een gemeente in het Franse departement Gard (regio Occitanie) en telt 183 inwoners (1999). De plaats maakt deel uit van het arrondissement Le Vigan.

## Geografie
De oppervlakte van La Cadière-et-Cambo bedraagt 11,6 km², de bevolkingsdichtheid is 15,8 inwoners per km².
De onderstaande kaart toont de ligging van La Cadière-et-Cambo met de belangrijkste infrastructuur en aangrenzende gemeenten.

## Demografie
Onderstaande figuur toont het verloop van het inwonertal (bron: INSEE-tellingen).
1. ↑  Populations de référence 2022.